# آندس (انتیوکیا)
آندس (انتیوکیا) (به اسپانیایی: Andes, Antioquia) یک سکونتگاه مسکونی در کلمبیا است که در Southwestern Antioquia واقع شده‌است.

## خصوصیات
آندس ۴۴۴ کیلومترمربع مساحت و ۳۸٬۸۵۴ نفر جمعیت دارد.